# Darlin Leiton
Darlin Alberto Leiton Lamilla (Babahoyo, Ecuador; 9 de mayo de 2001) es un futbolista ecuatoriano. Juega como extremo y su equipo actual es Manta F. C. de la Serie A de Ecuador.

## Trayectoria

### Inicios
Se inició en las categorías infantiles de los clubes: Unión, Deportivo Azogues y Fedeguayas.

### Independiente del Valle
En 2014, el Independiente del Valle adquirió al jugador. Al principio, tuvo algunos problemas para adaptarse al club, pero finalmente logró quedarse en el equipo juvenil después de pasar las pruebas físicas.
En 2019 fue ascendido al equipo principal y debutó el 5 de julio en un partido del Campeonato Ecuatoriano contra Deportivo Cuenca, el encuentro terminó con un marcador de 2-0 a favor de Independiente del Valle. Ese mismo año, el equipo principal también ganó la Copa Sudamericana 2019 y el jugador jugó un total de seis partidos durante la temporada. 
En 2020, el jugador fue subcampeón de la Recopa Sudamericana y en marzo fue campeón de la Copa Libertadores Sub-20 después de derrotar a River Plate de Argentina en la final con un marcador de 2-1.

### Alianza Lima
El 27 de diciembre de 2021 llega al Alianza Lima de la Primera División del Perú. Con el equipo peruano logró ganar el Torneo Clausura y posteriormente se coronó campeón nacional tras derrotar en la final a Melgar.

### Universidad Católica
El 10 de enero de 2023 fue anunciado en Universidad Católica de la Serie A de Ecuador.

### Manta F. C.
Luego de decidir sobre el futuro de Leiton, el club aliancista lo prestó al Manta F. C. tras no ser inscrito a la plantilla de la temporada 2024.

## Estadísticas

### Clubes
Actualizado al último partido disputado el 2 de mayo de 2025.
| Club                              | Div.          | Temporada     | Liga  | Liga  | Liga   | Copas nacionales | Copas nacionales | Copas nacionales | Copas internacionales | Copas internacionales | Copas internacionales | Total | Total | Total  | Media goleadora |
| Club                              | Div.          | Temporada     | Part. | Goles | Asist. | Part.            | Goles            | Asist.           | Part.                 | Goles                 | Asist.                | Part. | Goles | Asist. | Media goleadora |
| --------------------------------- | ------------- | ------------- | ----- | ----- | ------ | ---------------- | ---------------- | ---------------- | --------------------- | --------------------- | --------------------- | ----- | ----- | ------ | --------------- |
| Independiente del Valle · Ecuador | 1.ª           | 2019          | 6     | 0     | 0      | —                | —                | —                | 0                     | 0                     | 0                     | 6     | 0     | 0      | 0               |
| Independiente del Valle · Ecuador | 1.ª           | 2020          | 16    | 1     | 0      | —                | —                | —                | 1                     | 0                     | 0                     | 17    | 1     | 0      | 0.06            |
| Independiente del Valle · Ecuador | 1.ª           | 2021          | 1     | 0     | 0      | 1                | 0                | 0                | 0                     | 0                     | 0                     | 2     | 0     | 0      | 0               |
| Independiente del Valle · Ecuador | Total club    | Total club    | 23    | 1     | 0      | 1                | 0                | 0                | 1                     | 0                     | 0                     | 25    | 1     | 0      | 0.04            |
| Independiente Juniors · Ecuador   | 2.ª           | 2020          | 3     | 0     | 0      | —                | —                | —                | —                     | —                     | —                     | 3     | 0     | 0      | 0               |
| Independiente Juniors · Ecuador   | 2.ª           | 2021          | 21    | 7     | 0      | —                | —                | —                | —                     | —                     | —                     | 21    | 7     | 0      | 0.33            |
| Independiente Juniors · Ecuador   | Total club    | Total club    | 24    | 7     | 0      | 0                | 0                | 0                | 0                     | 0                     | 0                     | 24    | 7     | 0      | 0.29            |
| Alianza Lima · Perú               | 1.ª           | 2022          | 8     | 0     | 1      | —                | —                | —                | 2                     | 0                     | 0                     | 10    | 0     | 1      | 0               |
| Alianza Lima · Perú               | Total club    | Total club    | 8     | 0     | 1      | 0                | 0                | 0                | 2                     | 0                     | 0                     | 10    | 0     | 1      | 0               |
| Universidad Católica · Ecuador    | 1.ª           | 2023          | 5     | 0     | 0      | 0                | 0                | 0                | 0                     | 0                     | 0                     | 5     | 0     | 0      | 0               |
| Universidad Católica · Ecuador    | Total club    | Total club    | 5     | 0     | 0      | 0                | 0                | 0                | 0                     | 0                     | 0                     | 5     | 0     | 0      | 0               |
| Manta F. C. · Ecuador             | 2.ª           | 2024          | 32    | 7     | 4      | —                | —                | —                | —                     | —                     | —                     | 32    | 7     | 4      | 0.22            |
| Manta F. C. · Ecuador             | 1.ª           | 2025          | 8     | 0     | 0      | —                | —                | —                | —                     | —                     | —                     | 8     | 0     | 0      | 0               |
| Manta F. C. · Ecuador             | Total club    | Total club    | 40    | 7     | 4      | 0                | 0                | 0                | 0                     | 0                     | 0                     | 40    | 7     | 4      | 0.18            |
| Total carrera                     | Total carrera | Total carrera | 100   | 15    | 5      | 1                | 0                | 0                | 3                     | 0                     | 0                     | 104   | 15    | 5      | 0.14            |
| 1. 2.                             |               |               |       |       |        |                  |                  |                  |                       |                       |                       |       |       |        |                 |

## Palmarés

### Campeonatos nacionales
| Título             | Club                    | País    | Año  |
| ------------------ | ----------------------- | ------- | ---- |
| Serie A de Ecuador | Independiente del Valle | Ecuador | 2021 |
| Torneo Clausura    | Alianza Lima            | Perú    | 2022 |
| Liga 1             | Alianza Lima            | Perú    | 2022 |

### Campeonatos internacionales
| Título                   | Club                    | Año  |
| ------------------------ | ----------------------- | ---- |
| Copa Sudamericana        | Independiente del Valle | 2019 |
| Copa Libertadores Sub-20 | Independiente del Valle | 2020 |